# سن جیورجیو لا مولارا
سن جیورجیو لا مولارا (به ایتالیایی: San Giorgio La Molara) یک کومونه در ایتالیا است که در استان بنونتو واقع شده‌است.

## خصوصیات
سن جیورجیو لا مولارا ۶۵٫۳ کیلومترمربع مساحت و ۳٬۲۱۸ نفر جمعیت دارد.